# Erick Sermon
Erick Sermon (Bay Shore (New York), 25 november 1967), bijgenaamd The Green-Eyed Bandit, is een Amerikaans rapper en hiphopproducer.
Tijdens de jaren 1980 en 1990 maakte hij deel uit van de groep EPMD. In 2003 kwam zijn eerste solo-albums uit op Def Jam. In 1997 werd hij weer lid van EPMD. Het volgende jaar nam hij, samen met Keith Murray en Redman, een cover op van Rapper's Delight van The Sugarhill Gang. EPMD ging uit elkaar in 1998.
In 2000 ging Sermon naar J Records en bracht het jaar daarop het album Music uit. Het titelnummer, een hit, bevatte gastvocalen van Marvin Gaye geselecteerd uit onuitgegeven opnames. In 2003 verliet hij J Records en begon samen met Keith Murray en Redman de supergroep Def Squad bij Motown Records. Hij hielp bij de producties van artiesten als Das EFX, En Vogue en Blackstreet.

## Discografie
Albums
- No Pressure (1993)
- Double or Nothing (1995)
- Erick Onasis (2000)
- Music (2001)
- React (2002)
- Chilltown, New York (2004)

- Bibliothèque nationale de France: cb13972272g (data)
- Gemeinsame Normdatei: 134852613
- International Standard Name Identifier: 0000 0000 5518 9868
- Library of Congress Control Number: n97013420
- MusicBrainz: 7fdb6168-64a8-4b5a-9a6a-e39803e4aec1
- Virtual International Authority File: 64198907
- WorldCat: E39PBJvMwPkFJVqHbBGYTgdPcP